# گلبول سفید
گویچه‌های سفید یا گلبول‌های سفید یا لکوسیت‌ها (به انگلیسی: White blood cells یا leukocytes) (مخفف انگلیسی: WBC) سلول‌های سیستم ایمنی بدن هستند که در محافظت از بدن در برابر بیماری‌های عفونی و مهاجمان خارجی نقش دارند. تمام گلبول‌های سفید خون از سلول‌های چندتوان در مغز استخوان به‌نام سلول‌های بنیادی خونساز تولید و مشتق می‌شوند. لکوسیت‌ها در سراسر بدن از جمله خون و دستگاه لنفاوی یافت می‌شوند. همه گلبول‌های سفید دارای هسته هستند که آن‌ها را از سایر سلول‌های خونی شامل گلبول‌های قرمز بدون هسته و پلاکت‌ها متمایز می‌کند. گلبول‌های سفید مختلف معمولاً بر اساس اصل و نسب سلولی (سلول‌های میلوئید یا سلول‌های لنفاوی) طبقه‌بندی می‌شوند.
گلبول‌های سفید بخشی از سیستم ایمنی بدن هستند. آن‌ها به بدن در مبارزه با عفونت و سایر بیماری‌ها کمک می‌کنند. انواع گلبول‌های سفید خون عبارت‌اند از گرانولوسیت‌ها (نوتروفیل‌ها، ائوزینوفیل‌ها و بازوفیل‌ها)، مونوسیت‌ها و لنفوسیت‌ها (سلول‌های تی و سلول‌های بی).
سلول‌های میلوئیدی (میلوسیت‌ها) شامل نوتروفیل‌ها، ائوزینوفیل‌ها، ماست‌سل‌ها، بازوفیل‌ها و مونوسیت‌ها هستند. مونوسیت‌ها بیشتر به سلول‌های دندریتیک و ماکروفاژها تقسیم می‌شوند. مونوسیت‌ها و نوتروفیل‌ها بیگانه‌خوار هستند.
سلول‌های لنفوئیدی (لنفوسیت‌ها) شامل لنفوسیت‌های تی (تقسیم‌شده به لنفوسیت‌های تی کمک‌کننده، لنفوسیت‌های تی خاطره و لنفوسیت‌های تی کشنده) و لنفوسیت‌های بی (تقسیم‌شده به پلاسماسل‌ها و سلول‌های بی خاطره) و سلول‌های کشنده طبیعی هستند.
از گذشته، گلبول‌های سفید بر اساس ویژگی‌های فیزیکی (گرانولوسیت‌ها و آگرانولوسیت‌ها) طبقه‌بندی می‌شدند، اما این سیستم طبقه‌بندی در حال حاضر کمتر مورد استفاده قرار می‌گیرد. گلبول‌های سفید، در مغز استخوان تولید می‌شوند و از بدن در برابر عفونت‌ها و بیماری‌ها دفاع می‌کنند، اما زمانی‌که تعداد گلبول‌های سفید خون بسیار بالاتر از میزان عادی باشد، معمولاً به این معنی است که عفونت یا التهاب در بدن وجود دارد. به‌طور معمول، تعداد بالای گلبول‌های سفید خون می‌تواند نشان‌دهندهٔ برخی سرطان‌های خون یا اختلالات مغز استخوان باشد.
شمارش گلبول‌های سفید، زیرمجموعهٔ مهمی از شمارش کامل خون است. تعداد آن‌ها به‌طور طبیعی در بازهٔ ۴٬۰۰۰ تا ۱۱٬۰۰۰ گلبول سفید در هر میکرولیتر خون است. گلبول‌های سفید تقریباً ۱٪ از کل حجم خون یک انسان بزرگسال سالم را تشکیل می‌دهند. تعداد آن‌ها کمتر از تعداد گلبول‌های قرمز است.
افزایش تعداد لکوسیت‌ها در مقایسه با حد بالای دامنه‌های مرجع آزمایش خون را لکوسیتوز می‌گویند. این وضعیت، زمانی طبیعی است که بخشی از پاسخ‌های ایمنی معمول بدن باشد که اغلب اتفاق می‌افتد اما این افزایش تعداد می‌تواند که منشأ نئوپلاستیک یا خودایمنی داشته باشد که نشان‌دهندهٔ بیماری است. کاهش قابل‌توجه گلبول‌های سفید در مقایسه با حد پایین دامنه‌های مرجع، لکوپنی نامیده می‌شود که نشان‌دهندهٔ ضعف دستگاه ایمنی است.

## انواع گلبول سفید
لکوسیت‌ها بر اساس حضور یا عدم حضور گرانول‌های اختصاصی در سیتوپلاسم خود به دو دستهٔ گرانولوسیت‌ها (دانه‌دارها) و آگرانولوسیت‌ها (بدون دانه‌ها) تقسیم می‌شوند.

### گرانولوسیت‌ها
گرانولوسیت‌ها بر اساس رنگ‌پذیری گرانول‌های اختصاصی به سه دستهٔ نوتروفیل‌ها، ائوزینوفیل‌ها و بازوفیل‌ها تقسیم می‌گردند.
- نوتروفیل‌ها: نوتروفیل‌ها بیش از ۵۶٪ گلبول‌های سفید خون را تشکیل می‌دهند و دارای هسته لبوله (چند لوبه) هستند، توانایی بیگانه‌خواری (فاگوسیتوز) دارند. سیتوپلاسم این سلول‌ها دارای گرانول‌های بسیار ظریف صورتی کم‌رنگ است. نوتروفیل‌ها در عفونت‌های حاد مانند بیماری‌های عفونی و آپاندیسیت حاد در خون افزایش می‌یابند. خنثی‌دوست هستند و گرانول‌های آن‌ها با رنگ خنثی رنگ می‌پذیرند. هسته‌ها چندقسمتی و بیشترین نوع گرانولوسیت‌ها را تشکیل می‌دهند.
- ائوزینوفیل‌ها: یا اسیدوفیل‌ها حدود ۵٪ از گلبول‌های سفید خون را تشکیل می‌دهند و دارای هستهٔ دو لوبه است. سیتوپلاسم سلول حاوی دانه‌های نارنجی فراوان است. تعداد ائوزینوفیل‌ها در بیماری‌های ازدیاد حساسیتی و عفونت‌های انگلی در خون افزایش می‌یابد. سلول‌هایی که گرانول‌های آن‌ها با رنگ‌های اسیدی رنگ می‌گیرند. این گرانول‌ها درشت می‌باشند. هسته به صورت s شکل دیده می‌شود.
- بازوفیل‌ها: کمترین درصد گلبول‌های سفید (۱٪) در خون را دارند. بازوفیل‌ها دارای دانه‌های درشت آبی تیره در سیتوپلاسم خود هستند. این دانه‌ها حاوی مواد متعددی مانند هیستامین، پروتئوگلیکان‌ها (مانند هپارین و کندروایتین) و آنزیم‌های پروتئولیتیک (مانند الاستاز و لیزوفسفولیپاز) هستند که نقش مهمی در واکنش‌های التهابی دارند. آزاد شدن هیستامین در خون باعث ایجاد علائم حساسیت (آلرژی) ازجمله التهاب، قرمزی، خارش و مخصوصاً کهیر می‌گردد. گرانول‌های آن‌ها با رنگ قلیایی رنگ می‌گیرند. دو هستهٔ درشت به‌هم‌چسبیده دارند و حدود ۱ درصد از گلبول‌های سفید را شامل می‌شوند.

### آگرانولوسیت‌ها
آگرانولوسیت‌ها به دو دستهٔ لنفوسیتها و مونوسیتها تقسیم می‌شوند. در سیتوپلاسم این نوع گلبول‌های سفید، دانه وجود ندارد.
- لنفوسیتها: لنفوسیت‌ها خود به دو نوع اصلی لنفوسیت بی و لنفوسیت تی تقسیم می‌شوند که در ساخت آنتی‌بادی و فاگوسیتوز نقش دارند و دارای هسته‌ای گرد و با سیتوپلاسم اندک است. هر لنفوسیت بی و تی فقط یک نوع گیرندهٔ آنتی‌ژنی در سطح خود دارند ولی تعداد زیادی گیرندهٔ آنتی‌ژنی از یک نوع دارند. لنفوسیت‌ها فاگوسیتوز انجام نمی‌دهند و در دفاع اختصاصی نقش دارند.
- مونوسیتها: مونوسیت‌ها بزرگ‌ترین سلول‌ها در جریان خون محسوب می‌شوند. مونوسیت‌ها بدون گرانول بوده یا دارای تعداد کمی گرانول ظریف هستند. هستهٔ آن‌ها کناری یا در مرکز سلول، لبوله و کلیوی‌شکل، پیچ‌خورده و دارای فرورفتگی یا مغزی‌شکل (نعل اسبی) است. همچنین مونوسیت‌ها پس از تراگذری (دیاپدز) از شکاف بین سلول‌های مویرگ خونی، به درشت‌خوارها (ماکروفاژ) و سلول‌های دارینه‌ای تمایز می‌یابند.

## تعداد گلبول‌های سفید

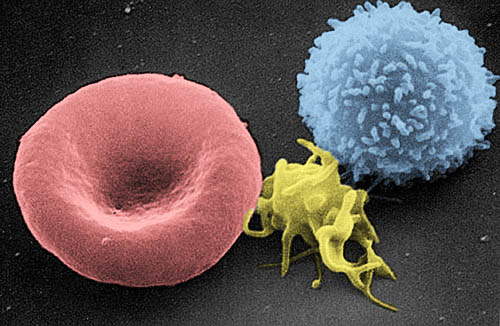
تصویر میکروسکوپ الکترونی از سلول‌های خون. گلبول قرمز (چپ تصویر)، پلاکت (میانه تصویر)، گلبول سفید (راست تصویر)

میزان طبیعی گلبول‌های سفید از ۴۰۰۰ تا ۱۱۰۰۰ گلبول سفید در هر میکرولیتر (LCM) است. لکوپنی یا پایین آمدن گلبول‌های سفید که در موارد زیر ایجاد می‌شود: نارسایی مغز استخوان برای مثال ناشی از عفونت، تومور، بیماری‌های واسکولار-کلاژنی (مثل لوپوس)، بیماری‌های کبدی و طحال و انجام پرتودرمانی.
لکوسیتوز یا بالا رفتن تعداد گلبول‌های سفید، در مواردی چون بیماری‌های عفونی و برخی سرطان‌های خونی دیده می‌شود.

## مروری بر گلبول‌های سفید
| نوع        | نمای میکروسکوپی | شکل | درصد تقریبی در بالغین : | قطر (میکرومتر)                                                   | اهداف عمده | هسته                       | گرانول‌ها                              | نیمه‌عمر                                                 |
| ---------- | --------------- | --- | ----------------------- | ---------------------------------------------------------------- | --- | -------------------------- | ------------------------------------- | ------------------------------------------------------- |
| نوتروفیل   |                 |     | ۶۲٪                     | ۱۰–۱۲                                                            | - باکتری - قارچ | Multilobed                 | Fine, faintly pink (H&E stain)        | 6 hours–few days (days in spleen and other tissue)      |
| ائوزینوفیل |                 |     | ۲٫۳٪                    | ۱۰–۱۲                                                            | انگل‌های بزرگ القای واکنش‌های التهابی و آلرژی‌ها - انگل‌های - Modulate allergic inflammatory responses | Bi-lobed                   | Full of pink-orange (H&E stain)       | 8–12 days (circulate for 4–5 hours)                     |
| بازوفیل    |                 |     | ۰٫۴٪                    | ۱۲–۱۵                                                            | - ترشح هیستامین برای واکنش‌های التهابی | Bi-lobed or tri-lobed      | Large blue                            | از چند ساعت تا چند روز                                  |
| لنفوسیت    |                 |     | ۳۲٪                     | لنفوسیت‌های کوچک ۶، لنفوسیت‌های متوسط ۷–۸ و لنفوسیت‌های بزرگ، ۱۲–۱۵ | - لنفوسیت‌های بیs: releases antibodies and assists activation of T cells - لنفوسیت تیs: - CD4+ Th (T helper) cells: activate and regulate T and B cells - CD8+ cytotoxic T cells: virus-infected and tumor cells. - γδ T cells: bridge between innate and adaptive immune responses; phagocytosis - Regulatory (suppressor) T cells: Returns the functioning of the immune system to normal operation after infection; prevents autoimmunity - سلول‌های کشنده طبیعی: سلول‌های آلوده به ویروس و تومورها | Deeply staining, eccentric | NK-cells and cytotoxic (CD8+) T-cells | برای سلول‌های خاطره‌ای تا سال‌ها و تا چند هفته برای سایرین |
| مونوسیت    |                 |     | ۵٪                      | ۱۲–۱۵                                                            | Monocytes migrate from the bloodstream to other tissues and differentiate into tissue resident macrophages, Kupffer cells in the liver. | کلیه‌ای‌شکل                  | ندارند                                | از چند ساعت تا چند روز                                  |

## اختلالات

### افزایش گلبول‌های سفید خون
افزایش تعداد گلبول‌های سفید خون را لکوسیتوز می‌گویند. در صورت عدم وجود عفونت، گلبول‌های سفید خون به‌طور طبیعی فقط یک درصد از خون هر فرد را تشکیل می‌دهند. یک آزمایش خون ساده به‌راحتی تعداد این گلبول‌ها را مشخص می‌سازد. تعداد طبیعی گلبول‌های سفید خون ۴۵۰۰ تا ۱۰۰۰۰ سلول در هر میکرولیتر خون است. اگر تعداد لکوسیت‌ها بیشتر از ۱۱۰۰۰ سلول در هر میکرولیتر خون در افراد بزرگسال باشد، به‌عنوان افزایش گلبول‌های سفید خون در نظر گرفته می‌شود. حداکثر تعداد طبیعی گلبول‌های سفید خون در کودکان، بسته به سن و جثهٔ آن‌ها متفاوت است.
همان‌طور تعداد کمتر از حد طبیعی گلبول‌های سفید خون ممکن است نشانگر نقص عملکرد مغز استخوان یا کبد و طحال باشد، بیماری یا تهاجم عوامل خارجی به بدن نیز باعث افزایش تعداد این سلول‌ها می‌شود.
افزایش تعداد گلبول‌های سفید در آزمایش خون نشان دهنده ابتلای شما به یک بیماری خاص است

#### علل افزایش تعداد گلبول‌های سفید خون
افزایش تعداد گلبول‌های سفید خون معمولاً و به‌طور کلی نشان دهنده شرایط زیر است:
1. وجود یک بیماری عفونی در بدن که برای مبارزه با آن، تعداد گلبول‌های سفید خون زیاد می‌شود.
2. واکنش بدن نسبت به یک دارو که منجر به افزایش تولید گلبول‌های سفید خون می‌شود.
3. بیماری مغز استخوان که باعث افزایش غیرطبیعی تولید گلبول‌های سفید خون می‌شود.
4. یک نوع بیماری سیستم ایمنی بدن که تولید گلبول‌های سفید خون را افزایش می‌دهد.

علل خاص افزایش تعداد گلبول‌های سفید خون عبارتند از:
- لوسمی لنفوسیتیک حاد
- لوسمی میلوژنوز حاد
- آلرژی، به خصوص واکنش‌های آلرژیک شدید
- لوسمی لنفوسیتیک مزمن
- لوسمی میلوژنوز مزمن
- لوسمی ائوزینوفیلیک مزمن CEL
- داروها مثل کورتیکواستروئیدها (کورتون‌ها) و اپی نفرین
- میلوفیبروز
- برخی بیماری‌های عفونی باکتریایی
- برخی بیماری‌های عفونی ویروس
- پلی سیتمی ورا (یک نوع بیماری مغز استخوان)
- آرتریت روماتوئید
- کشیدن سیگار
- استرس و فشار روحی یا جسمی شدید
- بیماری سل
- بیماری سیاه‌سرفه
- آسیب بافتی (سوختگی شدید)

#### پژوهش‌ها
نتایج یک مطالعه نشان داد مردان و زنانی که تعداد گلبول‌های سفید خونشان زیاد است، با خطر بیشتر مرگ زودهنگام، به ویژه در اثر بیماری‌های قلبی عروقی مواجه هستند.
البته افرادی هم که تعداد گلبول‌های سفید خونشان طبیعی است، از این خطرات مستثنی نیستند، زیرا کسانی که بالاترین میزان تعداد طبیعی را دارند نیز در معرض افزایش خطر ابتلاء به بیماری و مرگ هستند.
محققان ایتالیایی می‌گویند خطر مرگ و میر ناشی از بیماری قلبی عروقی، با زیاد شدن تعداد گلبول‌های سفید افزایش می‌یابد، اما تأکید دارند که هنوز یک ارتباط علت و معلولی بین این خطر و تعداد گلبول‌های سفید خون را مورد تأیید قرار نداده‌اند.

### کاهش تعداد گلبول‌های سفید خون
کاهش تعداد گلبول‌های سفید خون، موسوم به لکوپنی نشان‌دهندهٔ پایین آمدن قدرت دفاعی بدن است و اگر در این زمان هر گونه میکروب بیماری‌زا وارد بدن فرد شود، توانایی مقابله با آن‌ها کاهش می‌یابد و ممکن است فرد به بیماری‌های مختلف مبتلا شود. میزان طبیعی گلبول‌های سفید ۴۵۰۰ الی ۱۰۰۰۰ گلبول سفید در هر میکرولیتر است. کاهش تعداد گلبول‌های سفید از این تعداد ممکن است نشانگر نقص عملکرد مغز استخوان، کبد یا طحال باشد.

#### علل کاهش تعداد گلبول‌های سفید
گلبول‌های سفید، وظیفه دفاع از بدن در مقابل عوامل خارجی را به عهده دارند.
گلبول‌های قرمز اکسیژن را به بافت‌های بدن می‌رسانند و مواد زاید را از بافت‌ها دور می‌کنند.
پلاکت‌ها وظیفه انعقاد خون را به عهده دارند.
گلبول‌های سفید خون
گلبول‌های سفید خون یا لکوسیت‌ها، با سیستم ایمنی بدن ارتباط دارند و وظیفه اصلی آن‌ها دفاع از بدن در برابر انواع میکروب‌ها و سایر عوامل خارجی و مزاحم است.
تعداد گلبول‌های سفید خون در افراد سالم بین ۴ هزار تا ۱۱ هزار در هر میکرولیتر خون است.
- عفونت‌های ویروسی
- اختلالات مادرزادی
- بیماری‌های خودایمنی
- برخی داروها مثل پردنیزون، آنتی‌بیوتیکها، داروهای ادرارآور (دیورتیک‌ها)، داروهای آرام‌بخش یا داروهای ضدالتهاب
- واکنش‌های آلرژیک شدید
- بیماری‌های انگلی
- کمبود ویتامین‌ها یا مواد معدنی
- بیماری کبد و طحال
- لکوپنی گاهی به علت یک کم‌خونی ساده و گاهی هم به جهت وجود کم‌خونی‌های شدید پس از خون‌ریزی و بعضی بیماری‌های خونی خوش‌خیم و بدخیم دیده می‌شود.
- شیمی درمانی و پرتو درمانی: از آنجا که شیمی درمانی و اشعه درمانی (رادیوتراپی) سبب از بین رفتن سلول‌های سرطانی می‌شوند، سلول‌های سفید خون هم تحت تأثیر قرار گرفته و از بین می‌روند. به همین دلیل بیمارانی که تحت شیمی درمانی و پرتو درمانی قرار می‌گیرند، سیستم ایمنی بدنشان ضعیف می‌شود و در معرض ابتلاء به انواع عفونت‌ها و بیماری‌ها قرار می‌گیرند و باید تحت مراقبت‌های شدید و ویژه قرار بگیرند.
- ویروس HIV یا ایدز: وجود این ویروس در بدن فرد، دلیل دیگری برای کاهش تعداد گلبول‌های سفید در خون فرد است، زیرا این ویروس به سلول‌های سفید خون حمله می‌کند و در نتیجه تعداد گلبول‌های سفید با افت قابل توجهی روبرو می‌شود.
- پرکاری تیروئید: هنگامی که تیروئید بیش از حد فعال می‌شود، تعداد گلبول‌های سفید خون کاهش پیدا می‌کند.
- بیماری لوپوس: لوپوس نوعی بیماری خودایمنی است که در طی آن سیستم ایمنی به سلول‌های خودی حمله می‌کند و آن‌ها را از بین می‌برد. در واقع سیستم ایمنی نمی‌تواند بین عامل خارجی و سلول‌های خود بدن تفاوتی قائل شود، در نتیجه به بافت خودی حمله می‌کند. در نتیجه باعث التهاب و درد و صدمه در قسمت‌های مختلف بدن می‌گردد.
- سرطان خون که نام دیگر آن لوسمی است. این بیماری در اثر تکثیر و تکامل ناقص گلبول‌های سفید خون و پیش سازهای آن در خون و مغز استخوان ایجاد می‌شود.
- البته گاهی کم شدن گلبول‌های سفید خون بر اثر ضعف عمومی، کم خونی‌ها و مصرف برخی داروها پیش می‌آید. گاهی نیز کاهش گلبول‌های سفید خون هیچ علتی ندارد و خود به خود برطرف می‌شود.

#### خطرات
کاهش تعداد گلبول‌های سفید خون، نشان‌دهندهٔ پایین آمدن قدرت دفاعی بدن است و اگر در این زمان هر گونه میکروب بیماری‌زا وارد بدن فرد شود، توانایی مقابله با آن‌ها کاهش می‌یابد و ممکن است فرد به بیماری‌های مختلف مبتلا شود.
بنابراین کاهش تعداد گلبول‌های سفید خون باید جدی گرفته شود و اگر فردی دچار کاهش تعداد گلبول‌های سفید خون شد، باید به پزشک متخصص مراجعه کند تا علت پایین آمدن گلبول‌های سفید خون مشخص شود و بر اساس علت کشف‌شده، نسبت به درمان قطعی آن اقدام کند.